# Sérignac-sur-Garonne
Sérignac-sur-Garonne – miejscowość i gmina we Francji, w regionie Nowa Akwitania, w departamencie Lot i Garonna.
Według danych na rok 1990 gminę zamieszkiwały 822 osoby, a gęstość zaludnienia wynosiła 92 osób/km² (wśród 2290 gmin Akwitanii Sérignac-sur-Garonne plasuje się na 507. miejscu pod względem liczby ludności, natomiast pod względem powierzchni na miejscu 1140.).